# Ride to Hell: Retribution
Ride to Hell: Retribution (originalmente Ride to Hell) es un videojuego perteneciente al género de acción-aventura desarrollado por la empresa Eutechnyx y publicado por Deep Silver. Fue lanzado para Microsoft Windows, PlayStation 3 y Xbox 360, el 21 de septiembre de 2014, el juego ya no está disponible en la plataforma Steam.
Tras su lanzamiento, el juego fue muy criticado por los jugadores y expertos en la materia, y es considerado como uno de los peores videojuegos de la historia.

## Argumento
Ride to Hell: Retribution tiene lugar en el año 1969, cuenta la historia de Jake Conway, un veterano de Vietnam y miembro de una familia de motociclistas. Después de haber llegado a casa a un país totalmente cambiado, Jake intenta vivir una vida tranquila con su tío y su hermano. Tras el asesinato relacionado con pandillas de su hermano por la mano del Diablo, Jake jura venganza.

## Jugabilidad
El jugador controla a Jake Conway desde una perspectiva en tercera persona. Los niveles del juego en general, comienzan con un segmento de conducción de motocicleta en la que sólo se permite el movimiento hacia delante y obstáculos que deben ser evitados mediante el uso de rampas y derrapes. Impactos y colisiones conducen ya sea a un reinicio desde un punto de control (se desvanece la pantalla y el jugador se envía hacia atrás para el último tramo de fácil orientación) o a la muerte. El combate también puede ocurrir en estos segmentos, que consiste en ataques cuerpo a cuerpo en Quick time event, disparar desde un sidecar mientras conduce un compañero de IA, o acercarse lo suficiente para permitir que un compañero IA dispare.
Los niveles principales consisten generalmente en una mezcla del modo Matamarcianos en tercera persona basado en el encubrimiento y beat 'em up. Estos niveles son lineales, por lo general custodiados por varios enemigos de bajo nivel con el miembro de la mano del diablo de alto rango que sirve como el gran enemigo al final. El jugador puede usar una variedad de armas de fuego y armas cuerpo a cuerpo, así como cuchillos arrojadizos y dinamita. Acciones de combate sin armas incluyen la ruptura de guardia en la lucha contra los ataques enemigos, matar con objetos del entorno, y QTE con derribos instantáneos. Las armas y municiones pueden ser rescatadas de los enemigos derrotados.
Entre los niveles, el jugador puede recorrer una pequeña sección de Dead End para vender drogas, comprar armas, movimientos, y la personalización de motocicletas. Cabe destacar que, a pesar de que una gran cantidad de la ciudad está siendo modelada y detallada, cualquier intento para salir de las pequeñas secciones tiene como resultados un desvanecimiento de reposición reproducibles similares a los de los segmentos de conducción. También es notable que los NPCs civiles son animados, pero no se les puede hablar o matar, a pesar de la advertencia del juego de no dañar a tales NPCs.

### Producción
Deep Silver Viena planeó utilizar un modelo de producción estilo de película para desarrollar este juego junto con Eutechnyx, un Gateshead estudio juegos independientes basadas, así como varios otros colaboradores.
Fue concebido originalmente como un juego de mundo abierto, lo que permite la conducción de una gran variedad de motos y coches y varias formas de combate (mano a mano y con armas de fuego, tanto a pie como en bicicleta) a través de los desiertos y pueblos de a finales de los años sesenta en California. Se proporcionó Arte conceptual de los personajes principales de Massive Negro. Una historia fue escrita, el diálogo grabado y escenas de corte completamente capturados-motion para esta primera encarnación del juego, y gran parte del vehículos, el mundo y se han creado lugares (por lo menos a una etapa temprana) durante los varios años esta primera encarnación fue en desarrollo.

### Cancelación
Ride to Hell: Retribution se anunció originalmente en 2008, y saldría a la venta en 2009 de acuerdo con un tráiler temprano. Sin embargo, varios sitios web de juegos como IGN informaron que Ride to Hell estaba cancelado. El juego fue eliminado del sitio de Deep Silver. El desarrollo continuó en Eutechnyx sin la participación de Deep Silver Viena (que se cerró a principios de 2010) y el diseño fue fuertemente revisado, perdiendo los elementos del mundo abierto del juego y la división en varios títulos.

### Re-anuncio
En febrero de 2013 se clasificó el juego R18 + por la Junta de Clasificación de Australia señalando que el juego puede ser encabezado por la liberación. En marzo de 2013, se pensaba que el nombre del juego que se había cambiado a "Recip Mad de Cook", como se indica por otra clasificación ACB con el mismo número de archivo y numerosos otros detalles como la clasificación anterior, pero más tarde se supo que este nombre tenía que ser aplicado a contenido descargable planeado estar disponible para el juego en o después del lanzamiento.
El 4 de abril de 2013 Ride to Hell había resurgido como tres partidos que comparten el mismo tema y la marca: Paseo al Infierno en PlayStation 3, Xbox 360 y PC, un beat-em-up con un tema de motociclistas, manejado por Eutechnyx y puesto en libertad el 25 de junio de 2013; Ride to Hell: Route 666 en PSN (PlayStation 3) y XBLA (Xbox 360), se centra en el combate por carretera, y manejado por Black Forest Games; y Ride To Hell: Beatdown, destinado a las plataformas móviles.
Tras la desastrosa recepción de Ride to Hell, ninguno de los otros títulos fueron puestos en libertad, (aunque Ride to Hell: Route 666 fue originalmente planeado para ser lanzado en junio de 2013).

## Recepción
Ride to Hell: Retribution fue universalmente criticada negativamente por los críticos tras su liberación. La agregación de sitios web de reseñas como GameRankings y Metacritic lista la versión de Xbox 360 15,00% y 19 centésimas, la versión para PC 12,00%, y 16/100 y la versión de PlayStation 3 de 10,00% y 13/100.
Eurogamer calificó el juego con una décima. El Crítico Face Ellison criticó la representación del juego de las mujeres; "... Las mujeres son completamente, totalmente, de forma transparente, un recurso en este juego". El tratamiento de las mujeres también se planteó en opinión de Phil Iwaniuk para oficial de PlayStation Magazine (Reino Unido). Iwaniuk llamado el juego "odiosamente misógino ".
EGM dijo "Otros juegos pueden haber ofrecido menos contenido por más dinero o llegar más corto en áreas específicas, individuales, pero no creo que haya habido un juego que hace tantas cosas tan universalmente mal." y anotó que en un 0.5, sin comentarios positivos acerca de la jugabilidad.
Dan Ryckert de Game Informer, dijo "Con la excepción de algunos juegos de Kinect y Wii que de plano no funcionan, este es el peor juego de vídeo que he jugado en esta generación de consolas."
Daniel Starkey de GameSpot dio al juego un 1/10, llamándolo un "juego de acción horrible, juntos abofeteado saturado de malas decisiones, diseño sin sentido."
Steve Hannley de Hardcore Gamer dio al juego un 1/5, llamándola "una abominación ofensiva de un juego."
Giant Bomb le concedió el título del peor videojuego de 2013.
Ben Croshaw de The Escapist llamó "explosivamente, apocalíptica malo" en su Zero Puntuación reseña del juego, pero hizo una comparación de Plan 9 del espacio exterior , explicando que los problemas del juego eran lo suficientemente entretenida como para justificar una compra. Él más tarde se negó a colocarlo en su lista de 2013 peores partidos por considerarlo "fracaso congelado" en lugar de un juego, en lugar otorgándole su "Premio a la Trayectoria para Total Abhorrence", explicando que "la liberación de todas las cajas sin ningún disco en el interior sería han sido menos de un error ".